# Genomamplifikation
Die Genomamplifikation (engl. whole genome amplification, WGA) bezeichnet biochemische Methoden zur Vervielfältigung (Amplifikation) von ganzen Genomen.

## Eigenschaften
Methoden zur Genomamplifikation umfassen Varianten der Polymerasekettenreaktion (PCR) und der isothermalen DNA-Amplifikation. Als PCR-basierte Varianten werden das Primer Extension Preamplification und die Amplifikation mit degenerierten Primern (DOP-PCR) eingesetzt. Als isothermale Variante wird die Multidisplacement Amplification (MDA) verwendet. Weiterhin wird die Multiple Annealing and Looping-based Amplification Cycles (MALBAC) eingesetzt.
Durch die Genomamplifikation können geringe DNA-Mengen (z. B. bei einer Einzelzellanalyse) oder DNA von schlechter Qualität (z. B. aus FFPE-Geweben mit geringen Mengen intakter DNA) vervielfacht werden. Je nach verwendeter Methode besteht eine unterschiedliche Voreingenommenheit (engl. bias) der jeweiligen DNA-Polymerase bezüglich der bevorzugt gebundenen DNA-Sequenzen.

## Anwendungen
Anwendungsmöglichkeiten der Genomamplifikation bestehen in der Forensik, Pränataldiagnostik, Bioterrorismus, Konservierung von klinischen Proben und der Genotypisierung.